# Koesj (oudheid)

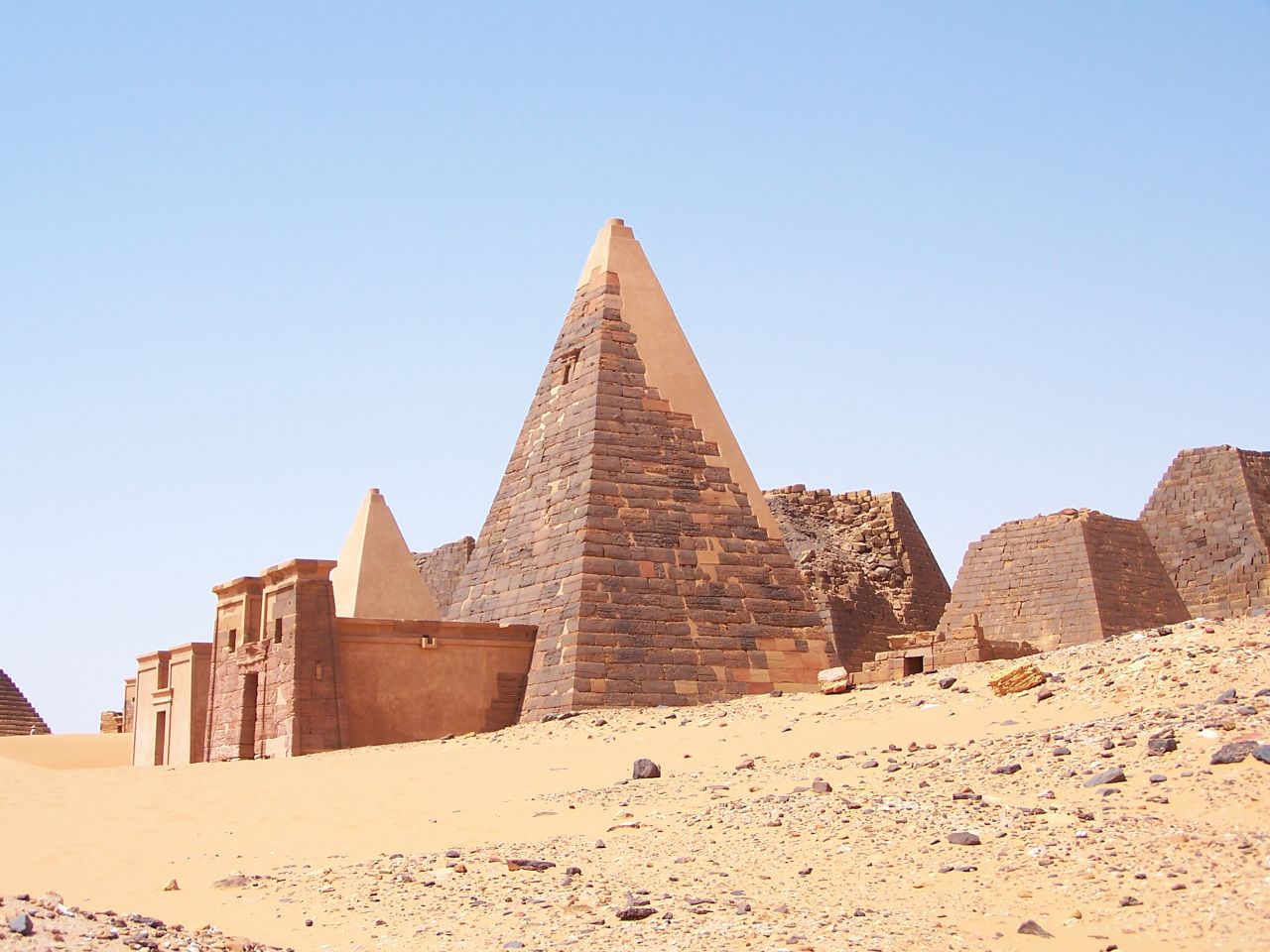
Piramides bij Meroë

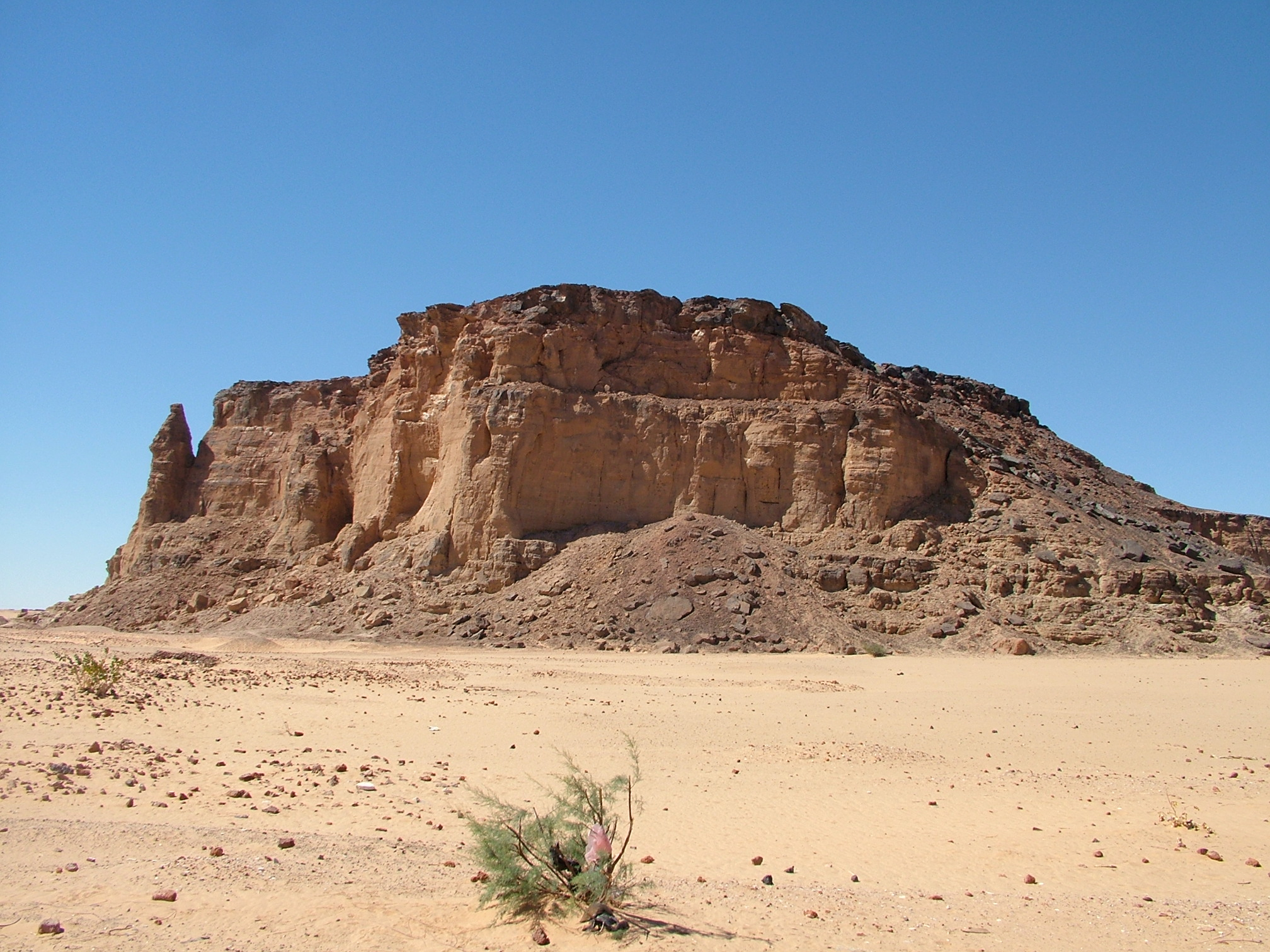
De heilige berg Djebel Barkal

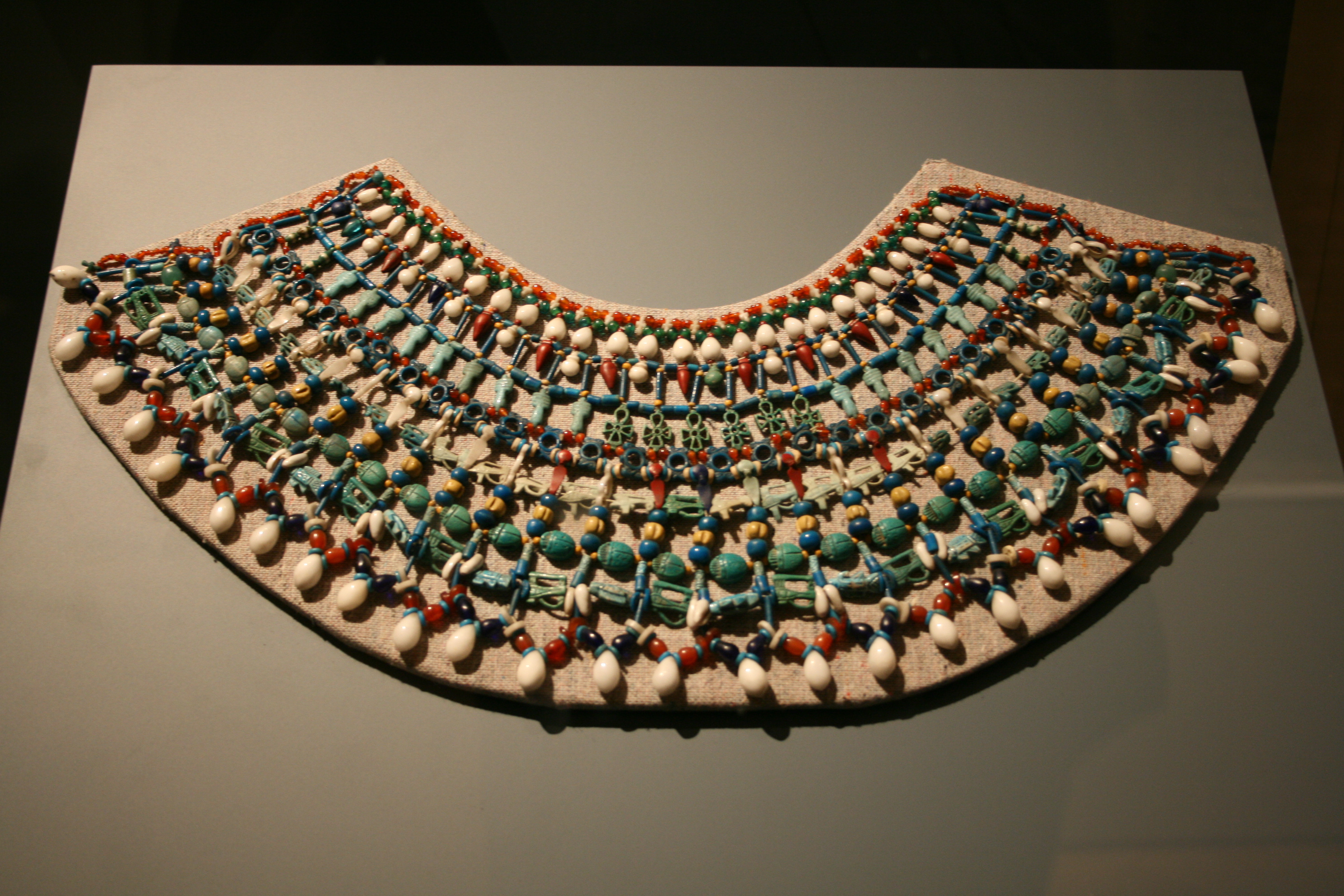
Halsband van de Koesjitische koningin Amanishakheto

Koesj (ook wel Kush) was in de oudheid een rijk in Nubië, gecentreerd in het gebied waar de Blauwe Nijl en Witte Nijl samenvloeien. De benaming "Koesj" werd gebruikt door Egyptische en Hebreeuwse schrijvers voor het huidige zuidelijk Egypte, Soedan en de Hoorn van Afrika. De naam "Koesj" komt in de Hebreeuwse Bijbel voor als "Kus", de stamvader van de Afrikanen (met donkere huidskleur).

## Geschiedenis
Na de verovering van het koninkrijk Kerma was het gebied van de 16e tot de 11e eeuw v.Chr. een provincie van het Nieuwe Rijk van Egypte en werd geregeerd door een onderkoning, de vicekoning van Koesj. Tijdens de daaropvolgende instabiele derde tussenperiode van Egypte begonnen de Koesjieten zich los te maken van Egyptische farao's en vestigden de autonome staat Koesj, met de steden Napata (aan de voet van de heilige berg Djebel Barkal) en Meroë als belangrijkste machtscentra.
Koesj was een belangrijke economische machtsfactor. Het was rijk aan goud, ijzer en andere metalen en was de spil in de handel tussen Egypte en Afrika, India en China. De Koesjitische cultuur was sterk beïnvloed door de Egyptische cultuur. Zo werden hier ook piramides gebouwd. Deze graftombes waren echter maar zo'n tien meter hoog en veel steiler dan de Egyptische piramides. De meeste Meroïtische piramides zijn nu zwaar beschadigd omdat de Italiaanse schatzoeker Giuseppe Ferlini in 1832 de bovenkant van de piramides met explosieven opblies. Veel van de sieraden, beelden en gereedschappen die hij in de piramides aantrof zijn nu te bezichtigen in Duitse musea.
De Koesjitische farao Kashta (ca. 760-747 v.Chr.), letterlijk "de Koesjiet", stichtte de 25e dynastie van Egypte door het door onderlinge twisten tussen verschillende koningshuizen verzwakte Egypte te veroveren en te herenigen. Om zijn macht te verstevigen installeerde hij zijn dochter Amenirdis I als "Godsgemalin" (de machtige hoofdpriesteres van Amon). 
Egypte en het Koesjitische rijk waren hierna ongeveer een eeuw lang verenigd. Het verenigde Egypte van de Koesjitische farao's strekte zich uit van het huidige Khartoem tot de Middellandse Zee en was aldus het grootste rijk in de geschiedenis van Egypte. De Egyptische invloed op Koesj nam in deze periode weer toe. De Koesjieten namen veel Egyptische gebruiken en kunst over. De farao's van de 25e dynastie voelden zichzelf ook Egyptisch. Zij waren grote aanbidders van Amon, de god van Thebe, en hun campagne om Egypte onder controle te krijgen werd door henzelf gezien als een goddelijke plicht om de kosmische orde, de Ma'at (een belangrijk aspect van de Egyptische religie), te herstellen door de twistzieke koningen van het verdeelde land opzij te schuiven (op dat moment werd Egypte immers 'geregeerd' door koningen van de naast elkaar bestaande 22e, 23e en 24e dynastie en nog enkele lokale heersers).
De zogenaamde "zwarte farao's" van de 25e dynastie bleven op de troon van Egypte tot de dood van farao Tantamani in ca. 653 v.Chr. Uiteindelijk werden de Koesjitische farao's door Assyrië verslagen en teruggedrongen tot het gebied ten zuiden van Aswan. Het duurde echter niet lang of de Assyriërs werden op hun beurt verdreven door een nieuw sterk koningshuis, de 26e dynastie, waarvan de eerste koning ook de nog altijd Koesjitische "Godsgemalin" door zijn eigen dochter liet opvolgen. Daarmee was het laatste restje Koesjitische invloed uit Egypte verdwenen.
Vanaf ongeveer 270 v.Chr. nam Meroë definitief de positie van Napata over als belangrijkste stad van Koesj. In deze periode begon Koesj Egypte ook minder te volgen en meer een eigen koers te varen. De god Amon verloor zijn leidende positie en werd vervangen door de oorlogsgod Apedemak.
Na de Romeinse verovering van Egypte kwam het regelmatig tot grensconflicten tussen Koesj en het Romeinse rijk. Uiteindelijk verbeterden de relaties met Rome en een Koesjitische koningin, Amanikhatashan, schoot de Romeinen zelfs te hulp met troepen tijdens de Joodse Oorlog in 70 n.Chr. In de 1e en 2e eeuw n.Chr. werd het rijk echter steeds zwakker, tot het in de 4e eeuw n.Chr. helemaal verdween. De Nobatae werden de nieuwe machtsfactor in Soedan. De redenen voor het verdwijnen van Koesj zijn nog altijd onduidelijk.

## Cultuur

### Taal

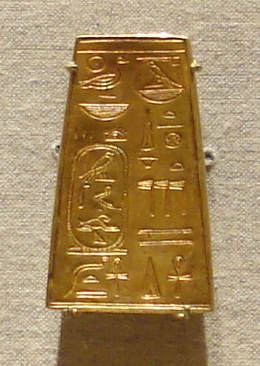
Gouden sieraad met hiërogliefen, deel van een halsband. Napata, 6e eeuw v.Chr.

In Koesj ontwikkelde zich een eigen taal, het Meroïtisch (naar de hoofdstad Meroë). De taal is nu uitgestorven en is nog altijd weinig begrepen: van maar een paar woorden is de betekenis bekend. De relatie tussen Meroïtisch en andere talen is ook nog altijd onduidelijk. Meer recent wordt de taal gerekend tot de hypothetische Noordoost-Soedanese talen, waar ook de later in het gebied gesproken Nubische talen toe behoorden. Het is echter niet verwant met de, misleidend benaamde, zogenaamde Koesjitische talen.
Er waren twee Meroïstische schrifttalen in gebruik: een formeel schrift (voor koninklijke en religieuze teksten), afgeleid van de Egyptische hiëroglief, en een meer alledaags schrift afgeleid van het Demotisch.

### Religie
De Koesjitische geloven en religieuze gebruiken waren sterk verweven met die van Egypte. De Koesjieten aanbaden Egyptische goden en volgden Egyptische begrafenisrituelen en -gebruiken, zoals het bouwen van piramiden. Op de heilige berg Djebel Barkal en in de stad Napata aan de voet van deze berg stonden minstens dertien tempels en drie paleizen, waaronder de tempel voor de Koesjitisch-Egyptische god Amon. De Koesjieten aanbaden, naast de Egyptische goden, ook een aantal eigen goden, zoals Apedemak.

### Positie van vrouwen
Vrouwen speelden in Koesj een belangrijkere rol dan in Egypte. De koninginmoeder was bijna even machtig als de koning en droeg ook de titel van farao. Ook werd het rijk door een aantal vrouwen geregeerd en volgden koningen elkaar op in de vrouwelijke lijn. De Koesjitische koningslijst bevat een aantal koninginnen, die de titel kandake droegen.
Volgens de overlevering viel Alexander de Grote in 332 v.Chr Nubië binnen. De kandake (koningin) van Koesj verzamelde haar legers en reed hem tegemoet op de rug van een krijgsolifant. Alexander besloot hierop om zich naar Egypte terug te trekken. Volgens de legende bloeide er een romance tussen Alexander en de Koesjitische koningin. Het verhaal is echter hoogstwaarschijnlijk geheel fictief: voor zover we weten kwam Alexander nooit zuidelijker dan Siwa in Egypte.
In het Bijbelboek Handelingen wordt gesproken over een "hoog ambtenaar van de kandake, de koningin van Ethiopië, die belast was met het beheer van haar schatkist".